# Susan Chapman
Susan Chapman, avstralska veslačica, * 17. september 1962. 
Chapmanova je z avstralsko posadko četverca s krmarjem leta 1984 na Olimpijskih igrah v Los Angelesu osvojila bronasto medaljo. To je bila prva olimpijska medalja v ženskem veslanju za Avstralijo. 